# Dipterocarpus eurynchus
Espèce
Classification phylogénétique
Statut de conservation UICN

 CR A1cd+2cd, B1+2c : 
En danger critique
Dipterocarpus eurynchus est un grand arbre sempervirent d'Asie du Sud-Est

## Répartition
Forêts mixtes de diptérocarp sur sols argileux de la Péninsule Malaise, Singapour, Sarawak, Kalimantan, Sumatra, Brunei et Philippines

## Préservation
En danger critique de disparition du fait de la déforestation.